# Herpes genitale
La malattia infettiva nota come herpes genitale è causata principalmente dal virus Herpes simplex di tipo 2 (HSV-2) e trasmessa prevalentemente per contatto venereo. Lesioni del tutto analoghe possono essere comunque sostenute dal virus Herpes simplex di tipo 1 (HSV-1), responsabile dell'herpes labiale e del patereccio erpetico; in questi casi, la trasmissione avviene più frequentemente per contatto dei genitali con la mucosa labiale infetta o con le lesioni cutanee di mani o dita.

## Esame obiettivo dermatologico
L'herpes simplex genitale si manifesta con lesioni focali eritemato-edemato-papulo-vescicolari localizzate sulla mucosa vulvare (vestibolo, piccole labbra o sulla cute delle grandi labbra) o peniena (glande, solco balano-prepuziale o sulla cute di asta e prepuzio). Le lesioni evolvono verso piccole ulcere dolenti e cocenti dal fondo non purulento talora ricoperte di croste. L'estensione e la gravità dell'herpes simplex genitale è maggiore in caso di prima manifestazione (infezione primaria), con lesioni che possono estendersi alla superficie mediale delle cosce, all'area perianale, alla vagina, all'ano e/o alla mucosa rettale.

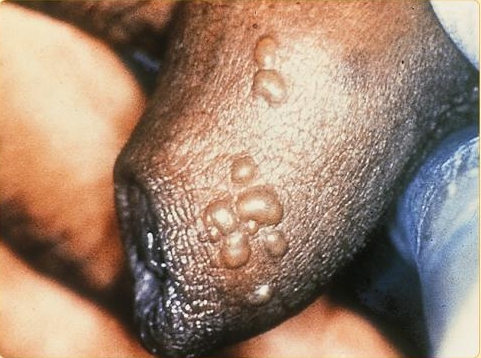
Herpes simplex genitale della cute di prepuzio e asta. Si notino le classiche lesioni vescicolari.

## Profilo clinico
L'infezione primaria, più grave per estensione ed intensità dei sintomi, si manifesta nella donna con la comparsa delle lesioni caratteristiche sulla mucosa vulvare associate spesso a cervicite e vaginite. Il quadro clinico è caratterizzato da disuria, leucorrea, prurito e dolore vaginale e intensa dispareunia. Le lesioni possono estendersi alla cute di perineo, natiche, cosce e ano. Nell'uomo le vescicole compaiono con maggiore frequenza a livello del glande e/o del solco balanoprepuziale, talora con estensione verso l'asta, l'uretra, la cute delle natiche e delle cosce. Il quadro clinico si caratterizza per intenso dolore, prurito e talora disuria. La cute anale e la mucosa rettale possono essere interessati per estensione delle lesioni primitive o per contatto diretto con soggetti infetti (proctite erpetica). Come per l'herpes simplex labiale o cutaneo, l'herpes simplex genitale tende a recidivare con frequenza notevolmente variabile da soggetto a soggetto (stress psicofisico, episodi influenzali, malattie sistemiche acute o riacutizzazioni di malattie croniche). Le recidive (infezioni secondarie) si caratterizzano per minore estensione ed intensità dei sintomi; in questi casi, le lesioni si limitano alla mucosa di vulva e/o vagina o ano della femmina e al glande/asta o ano nel maschio, talora con estensione perineale. La comparsa delle classiche vescicole erpetiche è preceduta da prurito e/o bruciore locale associato alla comparsa di eritema. La durata delle lesioni secondarie è inferiore a quella delle lesioni primarie (6-8 giorni rispetto alle 1-4 settimane). Le lesioni guariscono con completa restitutio ab integrum della zona interessata, benché possa permanere un grado variabile di disestesia o dolore muco-cutaneo.

## Profilo diagnostico
La comparsa nelle sedi descritte delle lesioni tipiche dell'herpes simplex è spesso sufficiente a porre diagnosi. In alcuni casi, dove può mancare la tipica eruzione vescicolo-ulcerativa (herpes neonatale o in soggetti immunodepressi) è tuttavia necessario escludere malattie sistemiche quali la rosolia, la toxoplasmosi o l'infezione da Citomegalovirus. In questi casi o nei casi dubbi, l'accertamento definitivo si attua con l'isolamento del virus (effetto citopatico tipico dopo isolamento in colture cellulari) nel materiale prelevato con tampone o biopsia.

## Terapia
Nei soggetti immunocompetenti, l'infezione primaria deve essere trattata per almeno 7-10 giorni con uno di questi farmaci:
- Aciclovir orale, dose di 400 mg per 3 volte al giorno (ma nei primi giorni è consigliato assumere una dose di 800 mg fino a 5 volte al giorno, secondo indicazioni del medico curante);
- Valaciclovir orale, dose di 1000 mg per 2 volte al giorno;
- Famciclovir orale, dose di 250 mg per 3 volte al giorno.

Queste terapie non prevengono tuttavia la comparsa delle recidive. La riduzione della frequenza,  può essere attuata con schemi terapeutici che prevedono l'impiego a dosaggi inferiori dei suddetti farmaci per almeno 2 anni. Tale schema terapeutico può essere utilizzato, sotto stretto controllo ginecologico e con l'attenta valutazione dei benefici, nelle donne portatrici in gravidanza. Tuttavia, la presenza di lesioni genitali visibili nella donna al momento del parto è un'indicazione sufficiente al taglio cesareo. In questi casi, al neonato si somministra aciclovir alla dose di 10mg/kg (il doppio se è prematuro) 3 volte al giorno per 10-21 giorni. 
Le recidive di herpes simplex genitali richiedono la stessa terapia dell'infezione primaria con dosaggi e per periodi di tempo minori. Nei soggetti immunocompromessi, la terapia delle lesioni (primarie e secondarie) è invece molto più complessa, dovendo talora associare il foscarnet endovenoso o gel per uso topico a base di cidofovir.